# Setge de Niça (1543)
La ciutat savoiana de Niça (actualment a França) va ser objecte de setge l'estiu de 1543 durant el transcurs de la guerra d'Itàlia de 1542–46. Un exèrcit format per tropes franceses i otomanes va posar setge a la ciutat el 6 d'agost, encara que la ciutadella resistiria el setge fins a l'arribada del socors i va ser alliberada per forces imperials un mes més tard.

## Antecedents
El 1542 va esclatar entre Francesc I de França i l'Emperador Carles V la guerra d'Itàlia de 1542–46, com a continuació de les guerres italianes que des de finals del segle anterior havien mantingut els monarques de les dues potències en les seves desavinences per la possessió dels territoris a la península italiana.
El rei francès, en la seva lluita contra Carles I, va formar aliança amb Solimà I, sultà de l'Imperi Otomà. Aquest va enviar a ajudar un exèrcit liderat per Khair ed-Din Barba-rossa al comandament d'una flota de 110 galeres, que arribant per Calàbria i Ostia es va unir a una flota francesa de 26 galeres a Marsella. La ciutat de Niça (actualment a França) era en aquesta data part del ducat de Savoia, pertanyent a Carles III de Savoia, aliat de Carles I.

## Atac a Niça
El 6 d'agost de 1543, l'exèrcit francès dirigit per Francesc de Borbó, duc d'Enghien, juntament amb les forces otomanes de Barbarroja, va assetjar Niça.
El 22 d'agost la ciutat va capitular davant les forces atacants, però la ciutadella va seguir resistint. Davant la notícia de l'arribada de la flota sota el comandament d'Andreu Doria, i dels exèrcits d'Alfonso de Ávalos arribant des de Milà (tots dos al servei de Carles I), el 8 de setembre els atacants es van retirar.
El socors de les forces imperials no va poder impedir que la ciutat fos saquejada pels otomans, que van prendre abundants presoners per ser utilitzats com esclaus.

## Conseqüències
Les forces otomanes passarien l'hivern a Toló per passar l'hivern i va atacar la costa catalana. Les naus tornarien cap a Constantinoble la primavera següent, tot vorejant i saquejant les costes italianes.